# Tranvia di Atlanta
La tranvia di Atlanta (in inglese Atlanta Streetcar, IPA: [ætˈlæntʌ ˈstritˌkɑr]) è la tranvia che serve il quartiere Downtown della città di Atlanta, nello Stato della Georgia. È gestita dall'omonima azienda Atlanta Streetcar.
I lavori di costruzione della tranvia, lunga 4,3 km e con 12 stazioni, ebbero inizio il 1º febbraio 2012 e il 30 dicembre 2014 la linea entrò in servizio. In passato, Atlanta era dotata di un'estesa rete tranviaria aperta nel 1871 e chiusa nel 1949 in favore di una nuova rete filoviaria, chiusa poi anch'essa nel 1963.

## Il servizio
La tranvia è attiva sette giorni su sette, con un servizio ridotto nei fine settimana. Le frequenze variano dai 10 minuti delle ore di punta ai 15 delle ore di morbida. Dall'inaugurazione fino al 1º gennaio 2016, la tranvia è stata a tariffa zero.